# Накидзин
Накидзин (яп. 今帰仁村 Накидзин-сон) — село в Японии, находящееся в уезде Кунигами префектуры Окинава. Площадь села составляет 39,89 км², население — 9217 человек (1 августа 2014), плотность населения — 231,06 чел./км².

## Географическое положение
Село расположено на острове Окинава в префектуре Окинава региона Кюсю. С ним граничат город Наго и посёлок Мотобу.

## Население
Население села составляет 9217 человек (1 августа 2014), а плотность — 231,06 чел./км². Изменение численности населения с 1980 по 2005 годы:
| 1980 | 9593 чел. |  |
| 1985 | 9465 чел. |  |
| 1990 | 9165 чел. |  |
| 1995 | 9486 чел. |  |
| 2000 | 9492 чел. |  |
| 2005 | 9476 чел. |  |

## Символика
Деревом села считается Pinus luchuensis, цветком — гибискус.